# Pîrohivți, Prîlukî
Pîrohivți (în ucraineană Пирогівці) este un sat în comuna Suhopolova din raionul Prîlukî, regiunea Cernihiv, Ucraina.

## Demografie
Componența lingvistică a localității Pîrohivți
     Ucraineană (96,82%)
     Rusă (3,18%)
Conform recensământului din 2001, majoritatea populației localității Pîrohivți era vorbitoare de ucraineană (96,82%), existând în minoritate și vorbitori de rusă (3,18%).